# Emma Langley
Emma Langley, née le 23 novembre 1995 en Angleterre, est une coureuse cycliste professionnelle américaine. Elle possède également la nationalité britannique. Elle a remporté le championnats des États-Unis sur route en 2022.

## Biographie
Emma Langley nage en compétition à partir de l'âge de 7 ans. Elle vit avec sa famille dans divers pays : Angleterre, Arabie saoudite, Afrique du Sud, Suède et États-Unis. En 2012, elle commence le triathlon. Elle étudie au Collège de William et Mary. Elle décide de se concentrer sur le cyclisme dans les années 2020. En 2022, elle fait partie de l'échappée aux championnats des États-Unis. Elle sort dans le final pour aller s'imposer.

## Palmarès en cyclisme sur route
- 2021
  - 2e et 3e étapes de la Joe Martin Stage Race
- 2022
  -  Championne des États-Unis sur route
  - Joe Martin Stage Race :
    - Classement général
    - 3e étape (contre-la-montre)
- 2025
  - 3e du Tour of the Gila

### Classements mondiaux
| Année                                 | 2019 | 2020 | 2021 | 2022 | 2023 | 2024  |
| ------------------------------------- | ---- | ---- | ---- | ---- | ---- | ----- |
| Classement UCI                        | 532e | nc   | 434e | 134e | 834e | 1082e |
|                                       |      |      |      |      |      |       |
| Légende : nc = non classéSource : UCI |      |      |      |      |      |       |